# Хат (повязка)

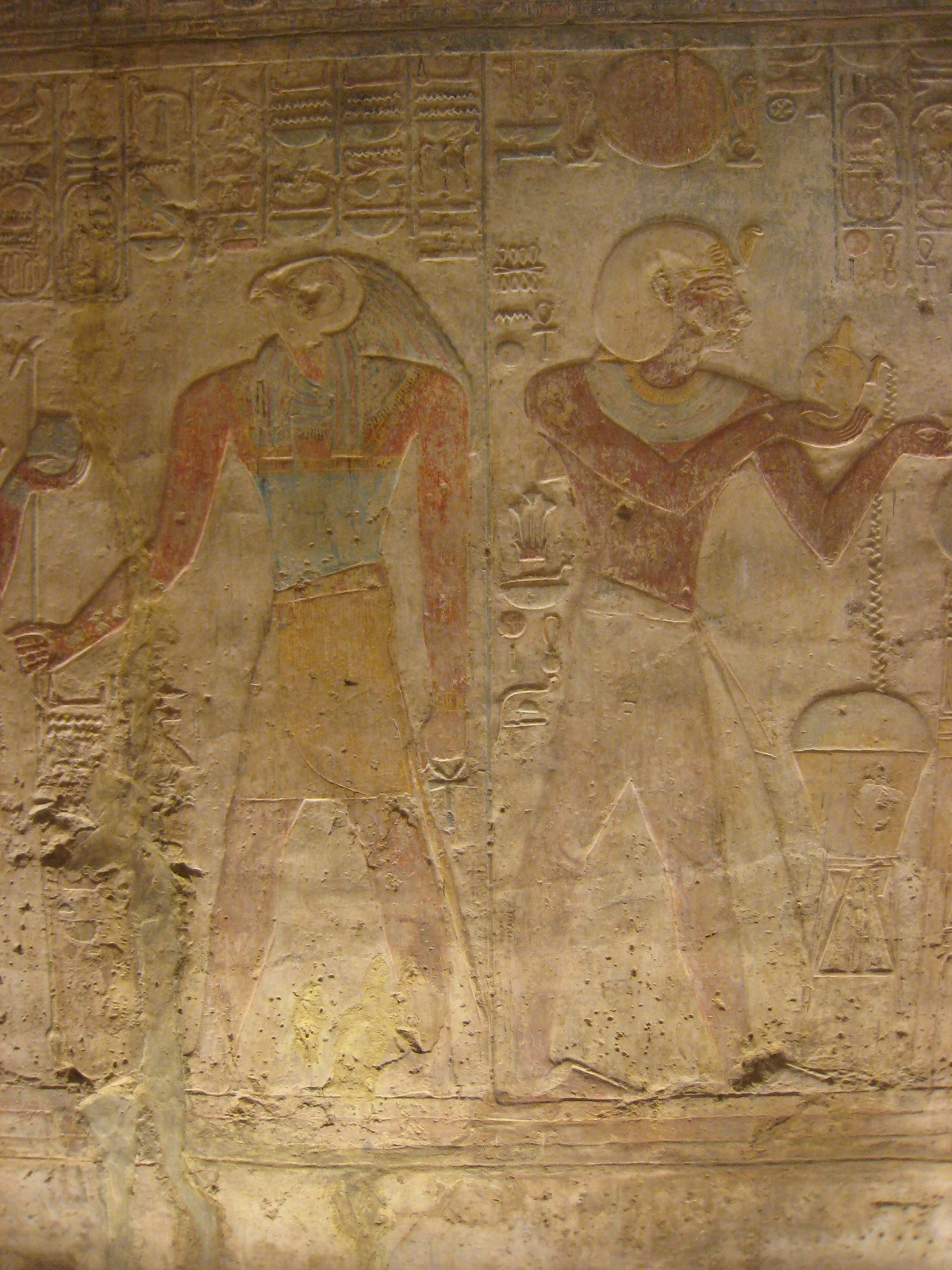
Фараон в повязке хат (справа) совершает ритуальные возлияния.

Хат — древнеегипетская повязка на голову. Носилась знатью. По внешнему виду хат похожа на царский платок немес. Отличие от платка немес в том, что на платке хат не было характерных полос и отсутствовали боковые фалды. В лобовой части платка крепился урей. Археологами найдены хаты из льна.
Хат использовали при совершении ритуальных обрядов.
Древнейшее изображение хата относится к царствованию фараона Дена (I династия). На обломке из слоновой кости, найденном в Абидосе, размахивающий булавой Ден изображён в хате.

## Галерея

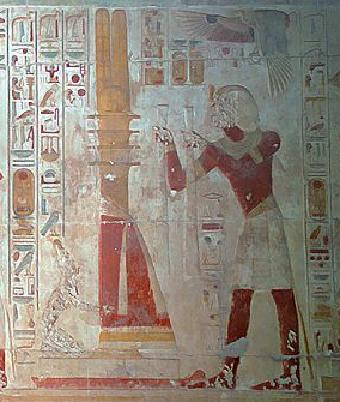
Сети I в повязке хат пред колонной Джед.
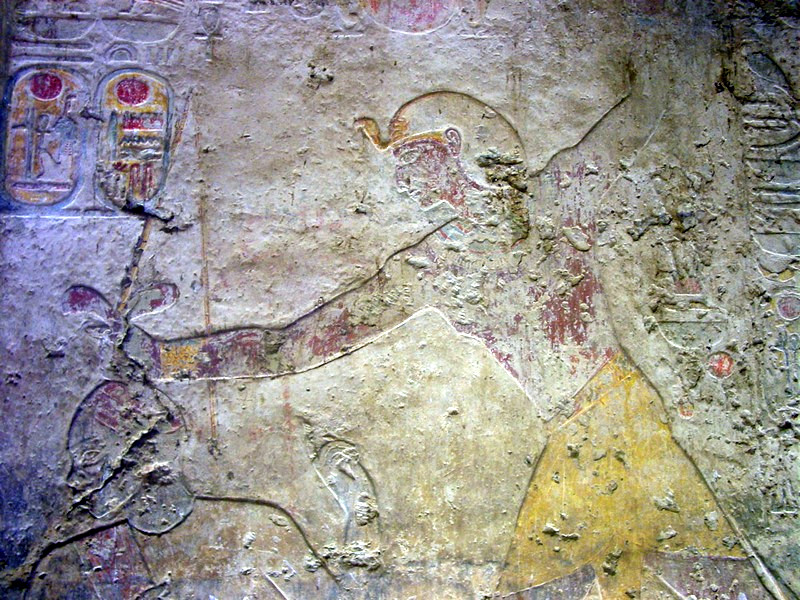
Рамсес II в повязке хат, сокрушающий врагов. Фреска из храма Бейт эль-Вали. Нубия.
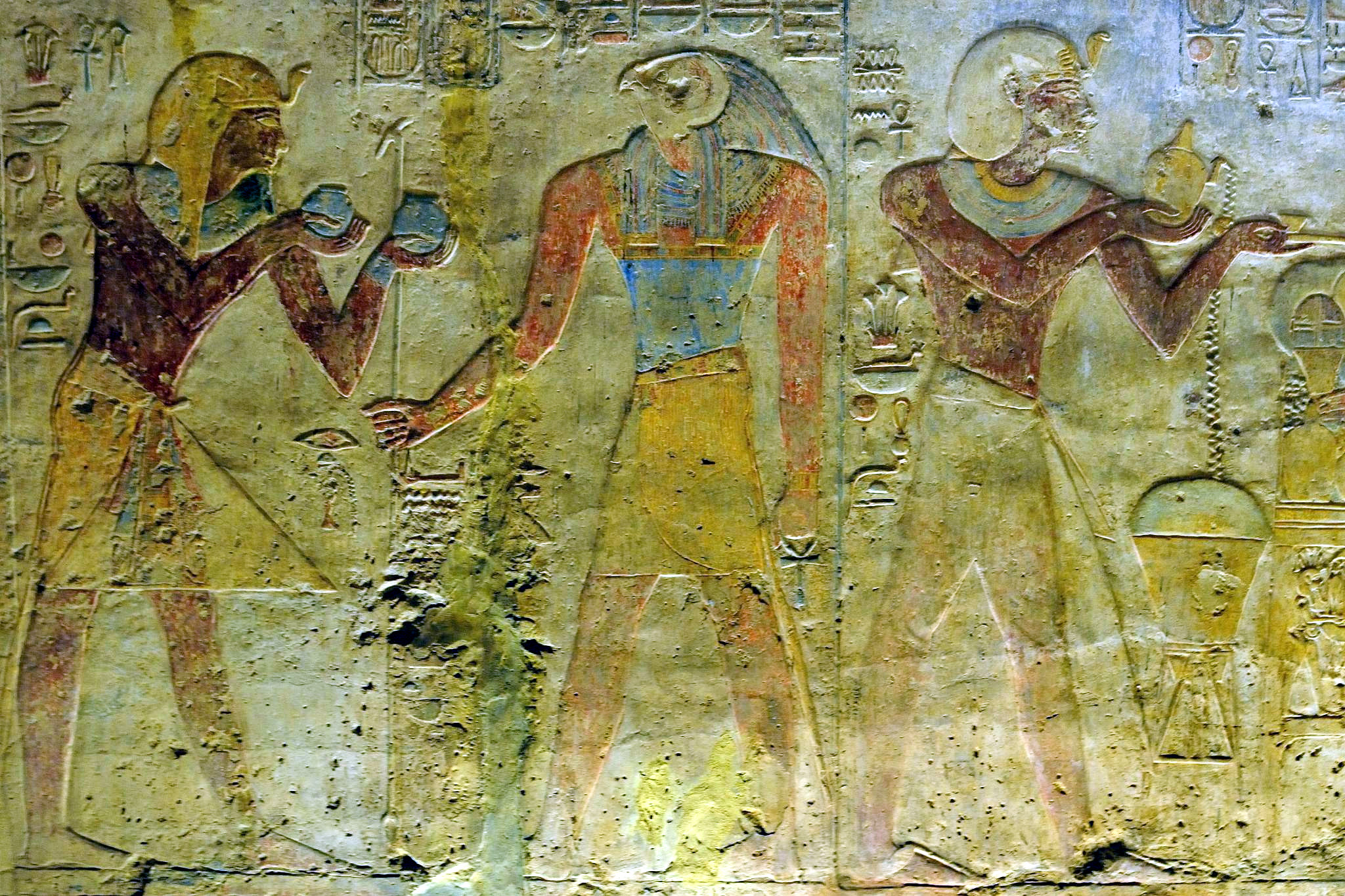
Рамсес II в повязке хат совершает возлияния. Фреска из храма Бейт эль-Вали.